# Фристайл на зимових Олімпійських іграх 2018 — скікрос (жінки)
Змагання з фристайлу в дисципліні скікрос серед жінок у програмі Зимових Олімпійських ігор 2018 проходили 22-23 лютого в сніговому парку «Фенікс», Пхьончхан .

## Кваліфікація на Ігри
Перші 32 спортсменки в списку розподілення олімпійських квот кваліфікувались, не більш як по чотири від кожного Національного олімпійського комітету (НОК). Всі вони мали потрапити в 30-ку найсильніших на етапах Кубка світу, або на чемпіонаті світу 2017 року у своїй дисципліні, а також набрати як мінімум 80 очок FIS під час кваліфікаційного періоду (від 1 липня 2016 року до 31 січня 2018-го). Якщо команда-господар, Південна Корея не кваліфікується, то їхня вибрана спортсменка зможе замінити останню в списку тих, хто кваліфікувався, за умови, що всі кваліфікаційні критерії виконані.

## Медалістки
| Золото             | Срібло                | Бронза               |
| Канада Келсі Серва | Канада Бріттані Фелан | Швейцарія Фанні Сміт |

## Розклад
Час місцевий (UTC+9)
| Дата      | Час   | Коло         |
| --------- | ----- | ------------ |
| 22 лютого | 11:30 | Кваліфікація |
| 23 лютого | 13:15 | 1/8 финала   |
| 23 лютого | 13:50 | Чвертьфінал  |
| 23 лютого | 14:14 | Півфінал     |
| 23 лютого | 14:30 | Фінал        |

## Результати

### Кваліфікація
Кваліфікація змагань пройшла 22 лютого о 10:00 за місцевим часом. У ній взяли участь 23 спортсменки. У наступне коло вийшли всі спортсменки, які розподілились по заїздах згідно з місцем за підсумками кваліфікації.
| Місце | Номер | Ім'я                    | Країна                       | Час     | Відставання |
| ----- | ----- | ----------------------- | ---------------------------- | ------- | ----------- |
| 1     | 13    | Маріелль Томпсон        | Канада                       | 1:13.11 | −           |
| 2     | 15    | Келсі Серва             | Канада                       | 1:13.33 | +0.22       |
| 3     | 9     | Бріттані Фелан          | Канада                       | 1:13.56 | +0.45       |
| 4     | 1     | Сандра Неслунд          | Швеція                       | 1:13.58 | +0.47       |
| 5     | 12    | Фанні Сміт              | Швейцарія                    | 1:13.90 | +0.79       |
| 6     | 3     | Алізе Барон             | Франція                      | 1:14.11 | +1.00       |
| 7     | 7     | Катрін Офнер            | Австрія                      | 1:14.30 | +1.19       |
| 8     | 5     | Андреа Лімбахер         | Австрія                      | 1:14.71 | +1.60       |
| 9     | 6     | Семі Кеннеді-Сім        | Австралія                    | 1:14.97 | +1.86       |
| 10    | 16    | Санна Люді              | Швейцарія                    | 1:15.13 | +2.02       |
| 11    | 10    | Індія Шеррет            | Канада                       | 1:15.48 | +2.37       |
| 12    | 14    | Маріель Берже-Саббатель | Франція                      | 1:15.60 | +2.49       |
| 13    | 18    | Ніколь Кучерова         | Чехія                        | 1:15.61 | +2.50       |
| 14    | 11    | Дебора Пікснер          | Італія                       | 1:15.72 | +2.61       |
| 15    | 4     | Анастасія Чирцова       | Спортсмени-олімпійці з Росії | 1:15.83 | +2.72       |
| 16    | 19    | Таліна Гантенбайн       | Швейцарія                    | 1:15.97 | +2.86       |
| 17    | 2     | Ліза Андерссон          | Швеція                       | 1:16.15 | +3.04       |
| 18    | 24    | Стефані Джоффрой        | Чилі                         | 1:16.70 | +3.59       |
| 19    | 20    | Вікторія Завадовська    | Спортсмени-олімпійці з Росії | 1:16.80 | +3.69       |
| 20    | 8     | Юлія Айхінгер           | Німеччина                    | 1:17.56 | +4.45       |
| 21    | 17    | Рейна Умехара           | Японія                       | 1:17.81 | +4.70       |
| 22    | 23    | Емілі Сарсфілд          | Велика Британія              | 1:18.25 | +5.14       |
| 23    | 22    | Прісциллія Аннен        | Швейцарія                    | 2:30.03 | +1:16.92    |
| 24    | 21    | Лукреція Фантеллі       | Італія                       | DNS     | +9.99 !     |

### Плей-оф

#### 1/8 фіналу
| Місце | Номер | Ім'я              | Країна    | Нотатки |
| ----- | ----- | ----------------- | --------- | ------- |
| 1     | 17    | Ліза Андерссон    | Швеція    | Q       |
| 2     | 16    | Таліна Гантенбайн | Швейцарія | Q       |
| 3     | 1     | Маріелль Томпсон  | Канада    |         |

| Місце | Номер | Ім'я              | Країна    | Нотатки |
| ----- | ----- | ----------------- | --------- | ------- |
| 1     | 8     | Андреа Лімбахер   | Австрія   | Q       |
| 2     | 9     | Семі Кеннеді-Сім  | Австралія | Q       |
|       | 24    | Лукреція Фантеллі | Італія    | DNS     |

| Місце | Номер | Ім'я                    | Країна    | Нотатки |
| ----- | ----- | ----------------------- | --------- | ------- |
| 1     | 5     | Фанні Сміт              | Швейцарія | Q       |
| 2     | 12    | Маріель Берже-Саббатель | Франція   | Q       |
| 3     | 21    | Рейна Умехара           | Японія    |         |

| Місце | Номер | Ім'я            | Країна    | Нотатки |
| ----- | ----- | --------------- | --------- | ------- |
| 1     | 4     | Сандра Неслунд  | Швеція    | Q       |
| 2     | 13    | Ніколь Кучерова | Чехія     | Q       |
| 3     | 20    | Юлія Айхінгер   | Німеччина |         |

| Місце | Номер | Ім'я                 | Країна                       | Нотатки |
| ----- | ----- | -------------------- | ---------------------------- | ------- |
| 1     | 3     | Бріттані Фелан       | Канада                       | Q       |
| 2     | 14    | Дебора Пікснер       | Італія                       | Q       |
| 3     | 19    | Вікторія Завадовська | Спортсмени-олімпійці з Росії |         |

| Місце | Номер | Ім'я           | Країна          | Нотатки |
| ----- | ----- | -------------- | --------------- | ------- |
| 1     | 6     | Алізе Барон    | Франція         | Q       |
| 2     | 22    | Емілі Сарсфілд | Велика Британія | Q       |
|       | 11    | Індія Шеррет   | Канада          | DNF     |

| Місце | Номер | Ім'я             | Країна    | Нотатки |
| ----- | ----- | ---------------- | --------- | ------- |
| 1     | 7     | Катрін Офнер     | Австрія   | Q       |
| 2     | 10    | Санна Люді       | Швейцарія | Q       |
| 3     | 23    | Прісциллія Аннен | Швейцарія |         |

| Місце | Номер | Ім'я              | Країна                       | Нотатки |
| ----- | ----- | ----------------- | ---------------------------- | ------- |
| 1     | 2     | Келсі Серва       | Канада                       | Q       |
| 2     | 15    | Анастасія Чирцова | Спортсмени-олімпійці з Росії | Q       |
| 3     | 18    | Стефані Джоффрой  | Чилі                         |         |

#### Чвертьфінали
| Місце | Номер | Ім'я              | Країна    | Нотатки |
| ----- | ----- | ----------------- | --------- | ------- |
| 1     | 9     | Семі Кеннеді-Сім  | Австралія | Q       |
| 2     | 17    | Ліза Андерссон    | Швеція    | Q       |
| 3     | 16    | Таліна Гантенбайн | Швейцарія |         |
| 4     | 8     | Андреа Лімбахер   | Австрія   | DNF     |

| Місце | Номер | Ім'я                    | Країна    | Нотатки |
| ----- | ----- | ----------------------- | --------- | ------- |
| 1     | 5     | Фанні Сміт              | Швейцарія | Q       |
| 2     | 4     | Сандра Неслунд          | Швеція    | Q       |
| 3     | 12    | Маріель Берже-Саббатель | Франція   |         |
| 4     | 13    | Ніколь Кучерова         | Чехія     |         |

| Місце | Номер | Ім'я           | Країна          | Нотатки |
| ----- | ----- | -------------- | --------------- | ------- |
| 1     | 3     | Бріттані Фелан | Канада          | Q       |
| 2     | 6     | Алізе Барон    | Франція         | Q       |
| 3     | 14    | Дебора Пікснер | Італія          |         |
| 4     | 22    | Емілі Сарсфілд | Велика Британія |         |

| Місце | Номер | Ім'я              | Країна                       | Нотатки |
| ----- | ----- | ----------------- | ---------------------------- | ------- |
| 1     | 2     | Келсі Серва       | Канада                       | Q       |
| 2     | 10    | Санна Люді        | Швейцарія                    | Q       |
| 3     | 7     | Катрін Офнер      | Австрія                      |         |
|       | 15    | Анастасія Чирцова | Спортсмени-олімпійці з Росії | DNF     |

#### Півфінали
| Місце | Номер | Ім'я             | Країна    | Нотатки |
| ----- | ----- | ---------------- | --------- | ------- |
| 1     | 4     | Сандра Неслунд   | Швеція    | BF      |
| 2     | 5     | Фанні Сміт       | Швейцарія | BF      |
| 3     | 9     | Семі Кеннеді-Сім | Австралія | SF      |
| 4     | 17    | Ліза Андерссон   | Швеція    | SF      |

| Місце | Номер | Ім'я           | Країна    | Нотатки |
| ----- | ----- | -------------- | --------- | ------- |
| 1     | 3     | Бріттані Фелан | Канада    | BF      |
| 2     | 2     | Келсі Серва    | Канада    | BF      |
| 3     | 10    | Санна Люді     | Швейцарія | SF      |
|       | 6     | Алізе Барон    | Франція   | DNF, SF |

#### Фінали
Малий фінал
| Місце | Номер | Ім'я             | Країна    | Нотатки |
| ----- | ----- | ---------------- | --------- | ------- |
| 5     | 6     | Алізе Барон      | Франція   |         |
| 6     | 17    | Ліза Андерссон   | Швеція    |         |
| 7     | 10    | Санна Люді       | Швейцарія |         |
| 8     | 9     | Семі Кеннеді-Сім | Австралія |         |

Великий фінал
| Місце | Номер | Ім'я           | Країна    | Нотатки |
| ----- | ----- | -------------- | --------- | ------- |
| 1     | 2     | Келсі Серва    | Канада    |         |
| 2     | 3     | Бріттані Фелан | Канада    |         |
| 3     | 5     | Фанні Сміт     | Швейцарія |         |
| 4     | 4     | Сандра Неслунд | Швеція    |         |